# Tétras du Canada
Canachites canadensis
Genre
Espèce
Statut de conservation UICN

 LC  : Préoccupation mineure
Répartition géographique
Le Tétras du Canada (Canachites canadensis) appartient à l'ancienne famille des Tetraonidae actuellement incluse dans celle, plus vaste, des Phasianidae. Selon ITIS, le nom de cette espèce est Canachites canadensis mais Alan P. Peterson, unique source d'ITIS pour ce qui concerne les oiseaux, l'indique comme Falcipennis canadensis, d'où le choix fait dans cet article. Le Tétras du Canada portait autrefois le nom de Tétras des savanes.

## Description

### Morphologie
L’envergure moyenne du Tétras du Canada est de 41 cm. La masse moyenne est d’environ 490 g pour le mâle et d’environ 460 g pour la femelle. Ces dernières statistiques sont approximatives, car il y a une variation géographique et saisonnière de la masse des oiseaux.

### Plumage
L’ensemble du plumage est dominé par des rayures et des mouchetures variant dans les tons de gris/brun avec du noir et du blanc. Deux formes de coloration existent pour la femelle : l’une rousse et l’autre grise. La queue est noir bordée de roux, sauf chez la sous-espèce franklinii qui est toute noire. Le mâle se distingue par des caroncules rouges au-dessus des yeux et par la gorge et la poitrine noir bordée de mouchetures blanches. Son plumage le rend difficile à discerner dans l’habitat où on le trouve.

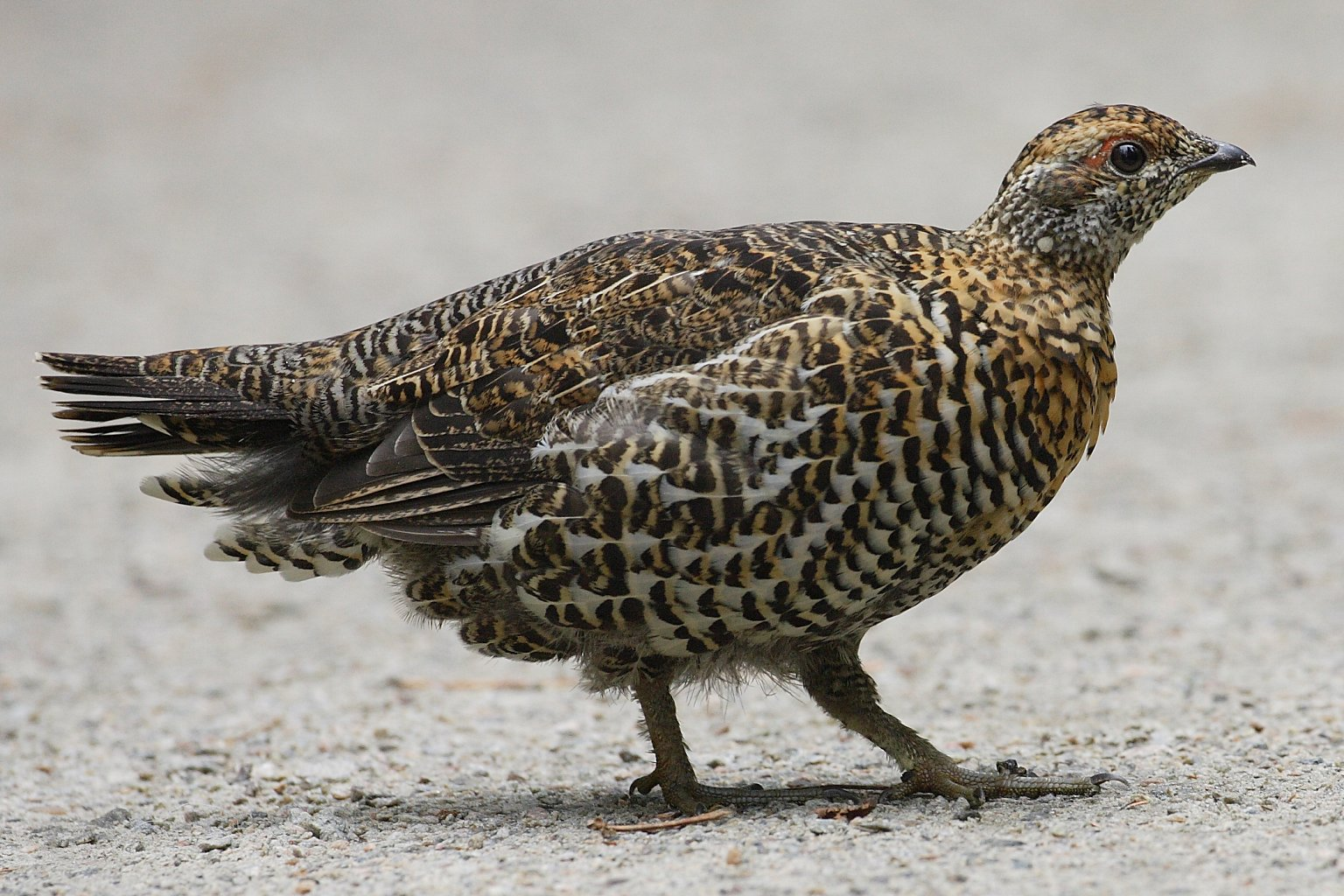
La femelle, hors de son élément naturel, se repère aisément

### Caractères distinctifs
Le mâle se distingue des autres Tetraonidae par les dessous noirs et les caroncules rouges. La distinction entre la femelle du Tétras du Canada et celle des autres membres de la famille est plus subtile. L’identification se fait à partir de la taille de l’oiseau et du motif des rayures et mouchetures du plumage. Pendant l’été, la femelle des Lagopèdes a toujours du blanc sur les ailes le bas du ventre et les pattes. La femelle du Tétras sombre est plus grosse avec un plumage plus gris et des rayures moins prononcées. La Gélinotte huppée a une huppe et la queue grise ou rousse avec une bordure sombre.
Les femelles des Tetraonidea ont toutes un plumage cryptique
 qui les rend difficiles à distinguer l’une de l’autre. Quelques espèces susceptibles d’être confondues avec le Tétras du Canada :

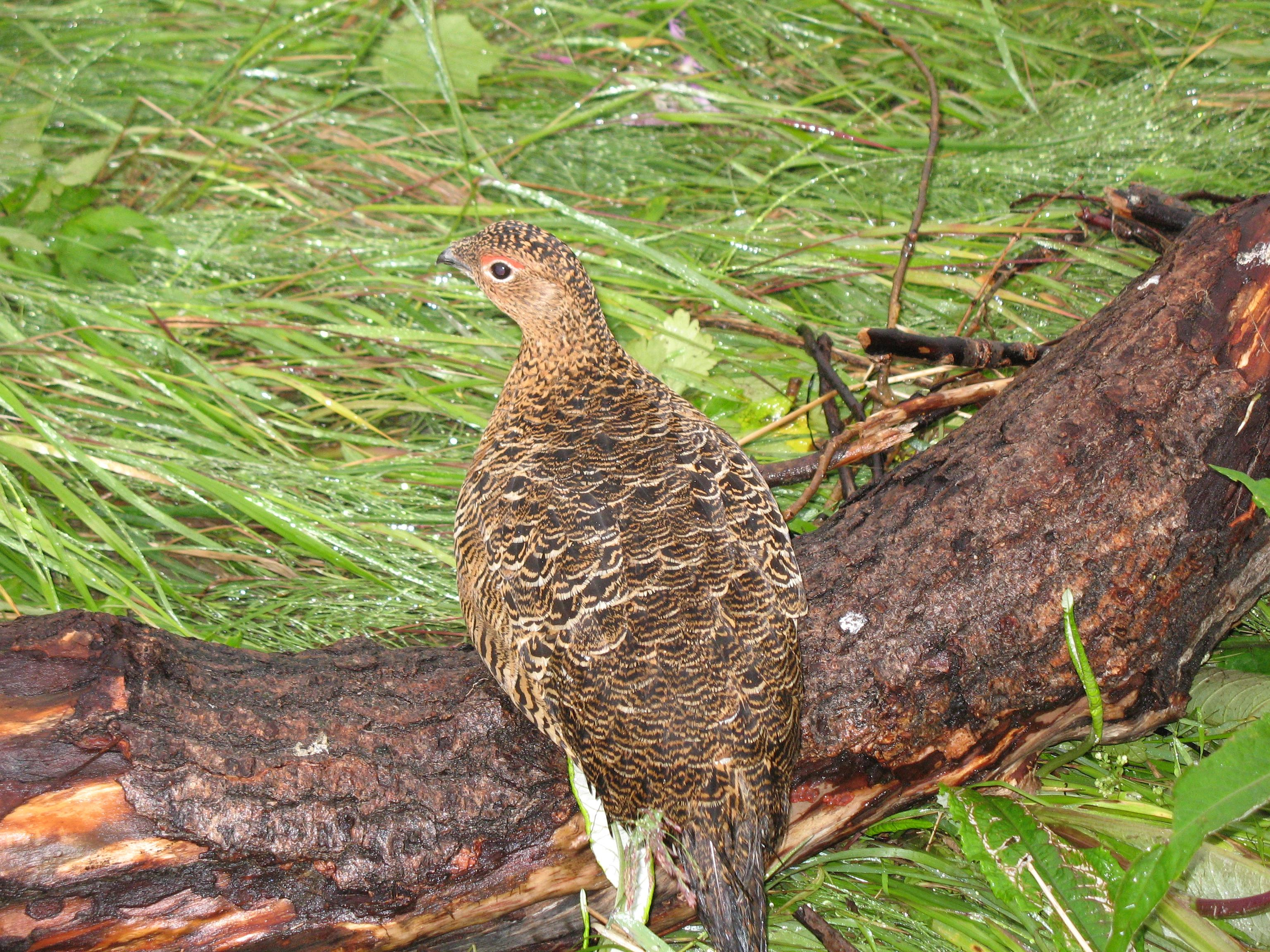
Lagopède des saules
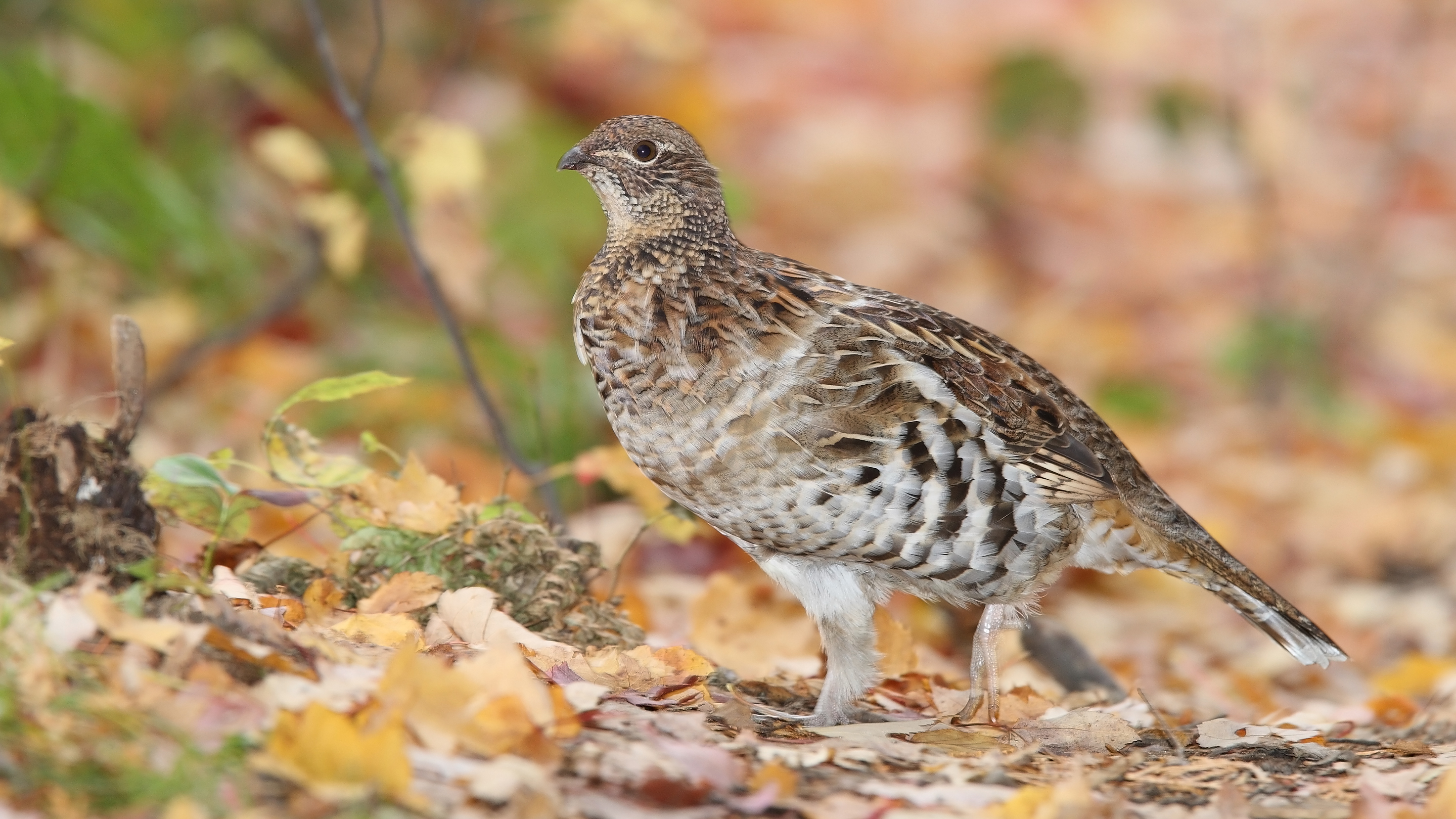
Gélinotte huppée
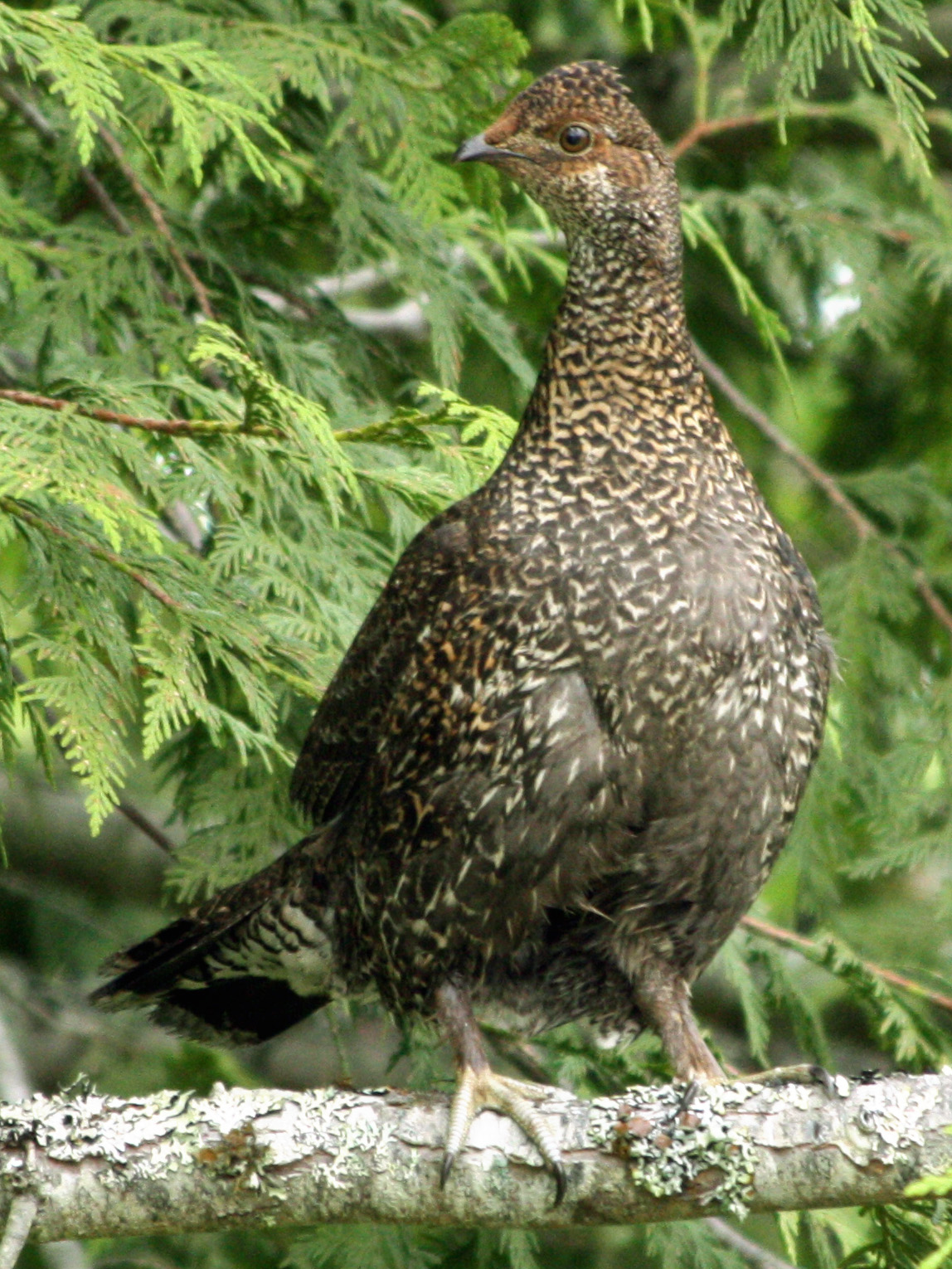
Tétras fuligineux

## Sous-espèces
Selon la classification de référence du Congrès ornithologique international (14.2, 2024) :
- C. c. osgoodi Bishop, 1900 — nord de l'Alaska
- C. c. atratus Grinnell, 1910 — sud de l'Alaska
- C. c. canadensis (Liné, 1758) — de l'Alberta à la Nouvelle-Écosse
- C. c. canace (Linné, 1766) — des Grands Lacs aux Maritimes et la Nouvelle-Angleterre
- C. c. isleibi (Dickerman & Gustafson, 1996 — Île du Prince-de-Galles et îles voisines de l'archipel Alexandre
- C. c. franklinii Douglas, 1829 — de la Colombie-Britannique à l'Oregon et l'Idaho

La sous-espèce de l’ouest, F. c. franklinii, était considérée comme une espèce distincte de la sous-espèce du centre et de l’est du continent, F. c. canadensis, jusqu’à la première moitié du siècle dernier. Par ailleurs, certains préféraient classer le Tétras du Canada dans le genre Dendragapus. D’ailleurs, on rencontre encore souvent le nom Dendragapus canadensis dans la littérature.

## Écologie et comportement

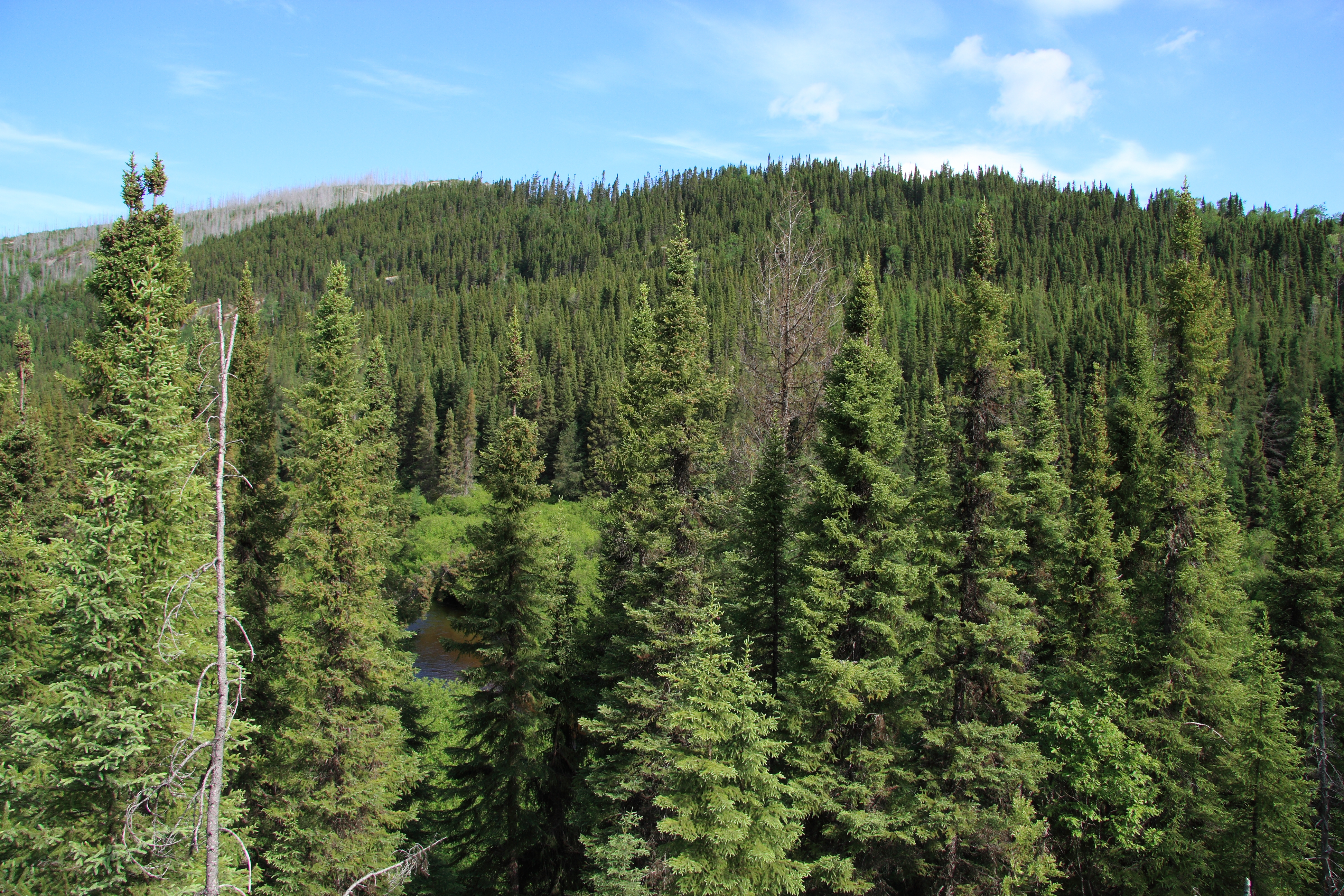
La taïga nord-américaine, constituée surtout d’épinettes noires, est un habitat de prédilection pour le Tétras du Canada

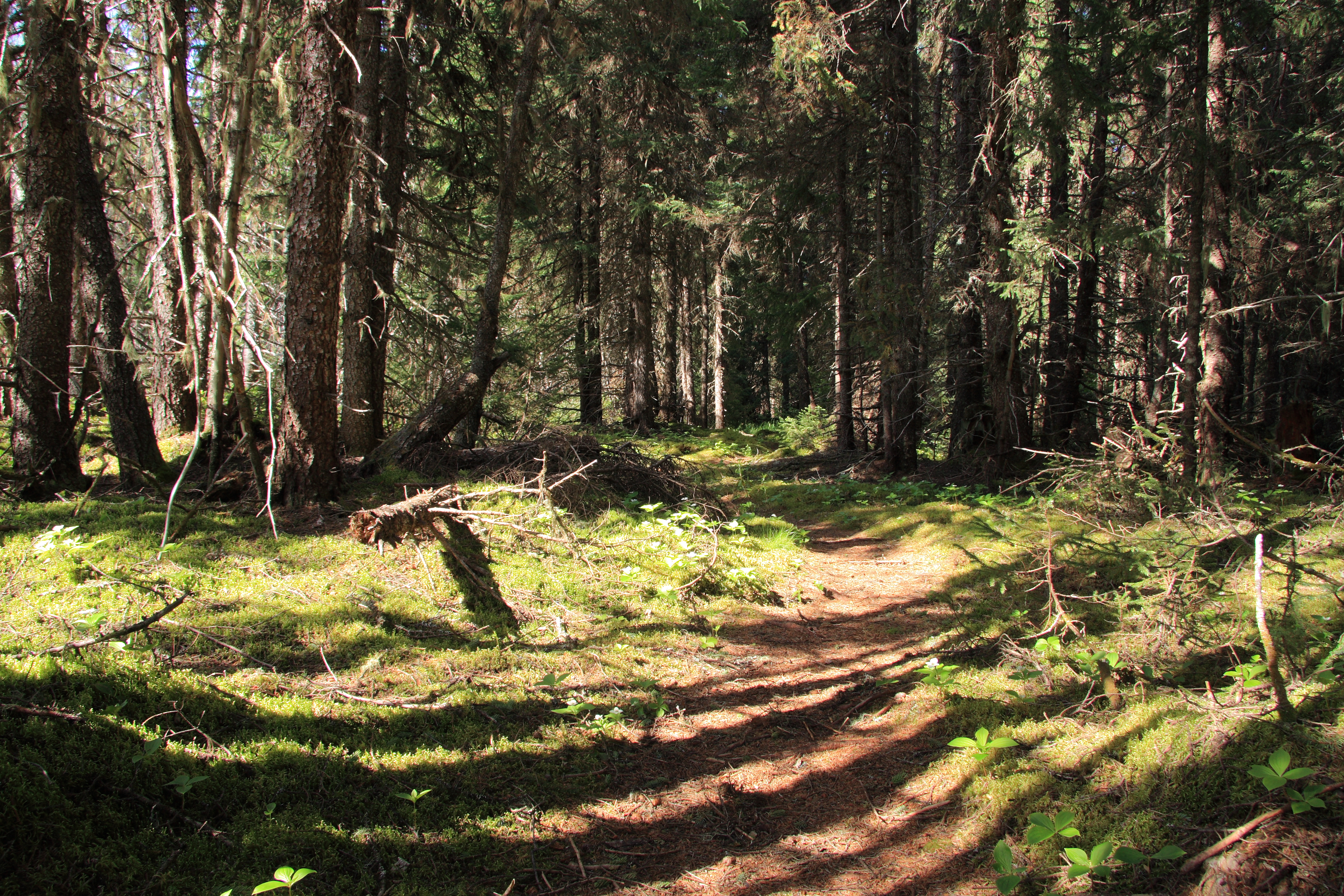
Un sous-bois dense d'épinettes noires

### Habitat
Le Tétras du Canada est une espèce étroitement associée aux forêts de conifères. Il affectionne les peuplements denses d’épinettes, de pins, de sapins, de tsuga ou de thuya. Au Québec, on le retrouve généralement dans les forêts dominées par l’Épinette noire et le Sapin baumier où croît une strate arbustive dense.

### Comportements distinctifs
Le Tétras du Canada est un oiseau très peu farouche et discret. Le fait qu’il soit généralement silencieux et qu’il ne s’envole pas toujours lorsqu’un marcheur passe à proximité le rend difficile à repérer dans la forêt dense où il vit. On l’approche de si près qu’il est même possible de le tuer à l’aide d’un bâton. Cette vulnérabilité explique probablement pourquoi l’espèce ait diminué ou disparu dans les régions les plus urbanisées dans le sud de son aire de répartition.
Le Tétras du Canada est plutôt solitaire pendant la saison estivale, mis à part la femelle avec ses petits. À l’hiver par contre, on peut observer des rassemblements de deux à une trentaine d’individus.

### Locomotion
Le Tétras du Canada préfère souvent marcher plutôt que de voler pour se déplacer. Même dans les arbres, on le voit marcher le long des branches, sautillant de l’une à l’autre plutôt que de prendre son envol. Son vol est rapide et puissant, caractéristique des membres de la famille des Tetraonidae.

### Alimentation

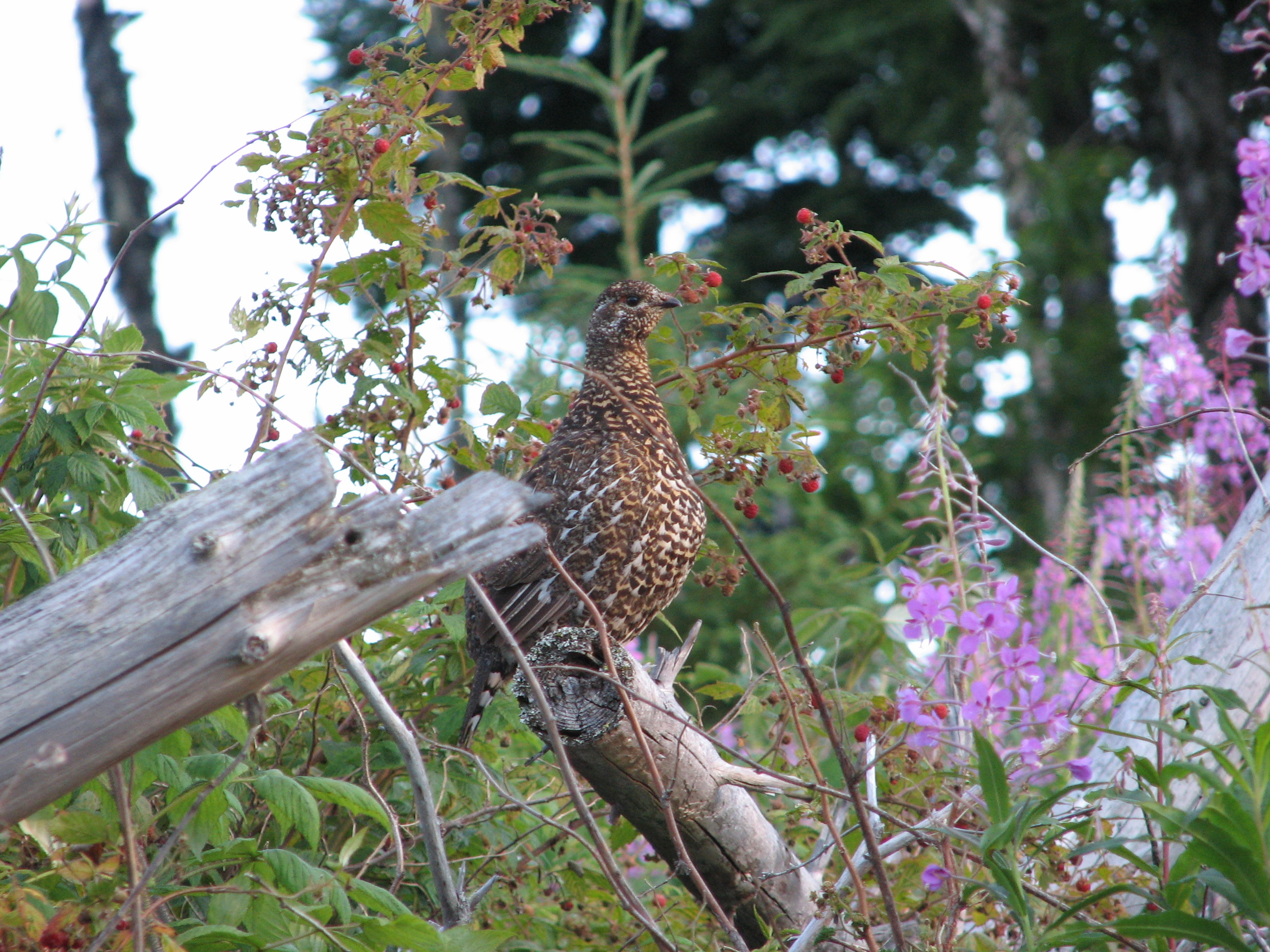
Réserve faunique de Matane, Québec, Canada.

La diète du Tétras du Canada se compose largement de matière végétale. Ce n’est que lorsque le sol est libre de neige qu’il consomme de petites quantités d’arthropodes. Les épines de conifères et les bourgeons terminaux constituent la majeure partie de son alimentation et, pendant l’hiver, son unique source de nourriture,,,. Il préfère les épines de pins, mais en l’absence de cette essence, il se nourrit volontiers des épines d’autres conifères comme l’épinette,. Selon la saison, le tétras ajoute à sa diète d’épines, les jeunes pousses d’herbacées, les fleurs et les fruits d’arbrisseaux et des champignons,,,. Les oisillons font exceptions à ce régime végétarien en se nourrissant surtout de matière animale lors des premiers mois de leur existence jusqu’à l’âge de cinq ou six mois où ils ont alors un régime comme celui des adultes,.
La capacité du Tétras du Canada de dépendre exclusivement d’un aliment d’une aussi faible valeur nutritive que des épines de conifères pour assurer sa subsistance en hiver est étonnante. Il semble compenser le faible apport alimentaire des épines par l’ingestion d’une grande quantité dont la disponibilité n’est pas problématique dans les forêts nordiques qu’il habite. Pendant la saison hivernale, la masse de son intestin augmente afin de pouvoir assimiler la quantité supplémentaire de cet apport végétal.

### Chant
Le Tétras du Canada est généralement silencieux, bien qu’il puisse émettre une plusieurs cris et sons non vocaux. Seule la femelle émet un cri aigu qui peut être qualifié de chant et qui semble avoir une fonction territoriale. Le mâle de la sous-espèce franklinii produit une suite de deux claquements secs avec ses ailes vers la fin d’un vol vrombissant qui a lieu lors de la parade nuptiale. La sous-espèce canadensis ne produit pas ces claquements distinctifs à la fin du vol.

## Reproduction

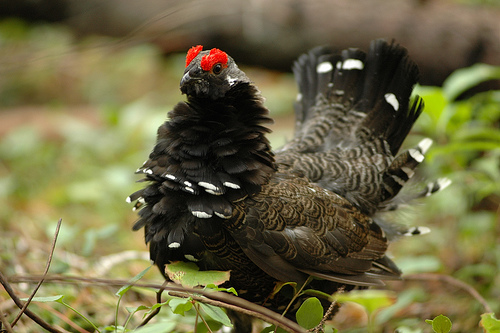
Mâle en parade

### Accouplement
La femelle est monogame et le mâle polygyne. Le mâle qui courtise une femelle exécute une parade. Cette parade consiste à ériger les plumes, particulièrement celles de la poitrine et de la queue, ainsi que les caroncules rouges. Les ailes légèrement tombantes, il circule autour de la femelle, agitant sont plumage, faisant de brefs arrêts et picorant le sol de temps en temps.

### Nidification

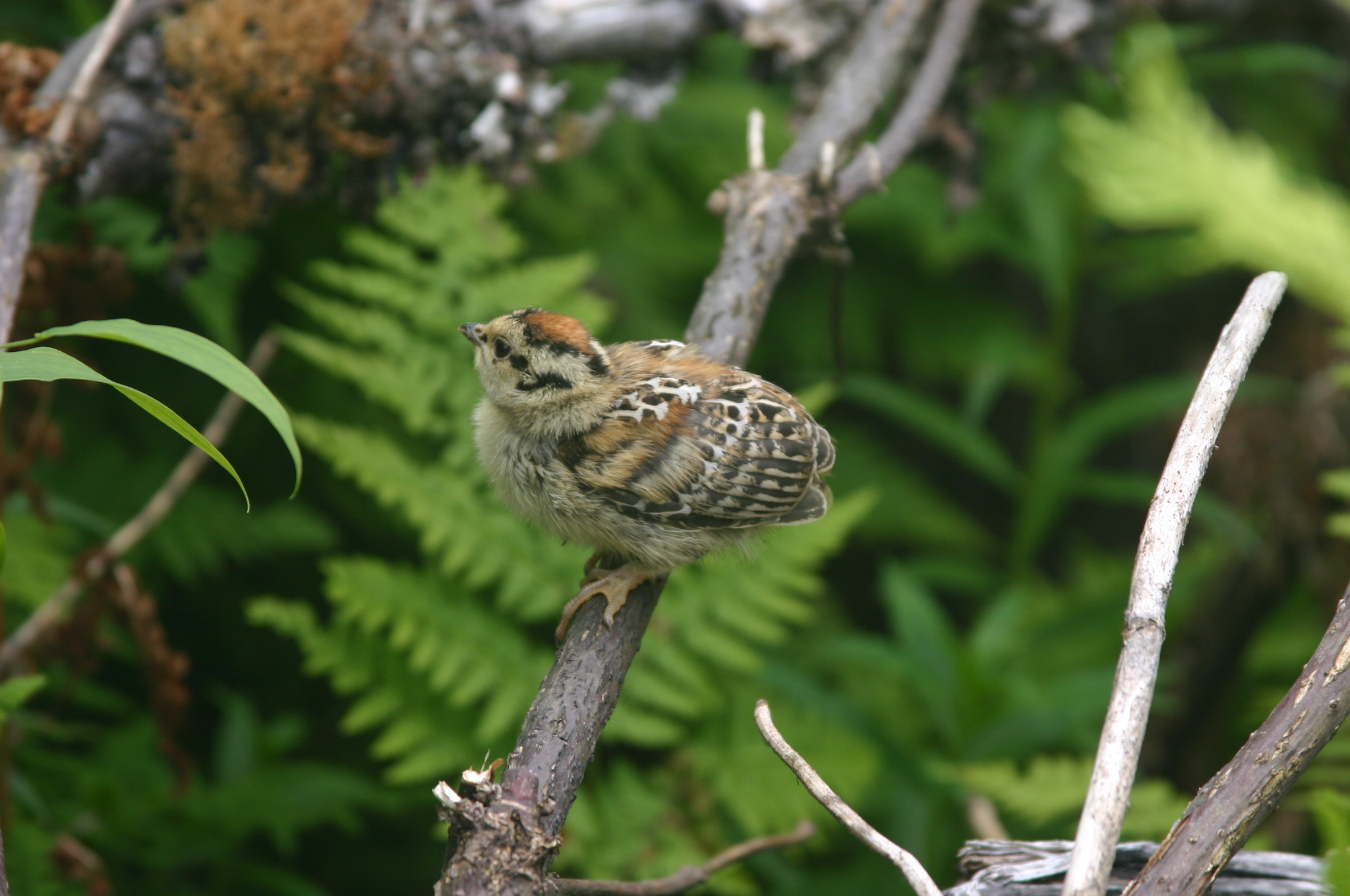
Un poussin déjà apte à prendre son envol pour atteindre les branches basses et échapper aux prédateurs terrestres

La période de ponte des œufs se déroule entre la fin mai et la mi-juin. La date de ponte varie en fonction de la latitude et de la rigueur du climat printanier. La période d’éclosion des couvées s’étend sur une douzaine de jours, mais l’éclosion des œufs d’une couvée se déroule à l’intérieur de 24 heures. Une deuxième couvée peut être pondue advenant la perte de la première par l’effet de la prédation.
Les œufs, au nombre de six à huit, sont pondus dans une légère dépression du sol au pied d’un conifère, de sorte que celui-ci procure un minimum de camouflage pour le nid. L’œuf, ovale, de couleur fauve-olive et parfois tacheté, et mesure environ 42X31 mm. Seule la femelle couve les œufs. L’incubation commence lorsque le dernier œuf est pondu et dure 21 jours.
Les oisillons, nidifuges, quittent le nid rapidement à la marche. Ils peuvent déjà effectuer de court vol dès l’âge de six ou huit jours. La femelle couve les oisillons pendant la nuit jusqu’à l’âge de trois semaines. Les jeunes quittent la couvée dans le courant du mois de septembre.

### Parasitisme
Le parasitisme intraspécifique n’a jamais été observé chez le Tétras du Canada. Considérant l’instinct territorial élevé des femelles et l’agressivité qui en résulte, le parasitisme est probablement un événement rare chez cette espèce,.

### Territorialité
Le Tétras du Canada exerce une territorialité intrasexuelle, c’est-à-dire que les femelles défendent un territoire contre les autres femelles et les mâles défendent un territoire contre les autres mâles. Le comportement territorial s’observe pendant la période de nidification, mais certains individus défendent parfois un territoire à longueur d'année. Le domaine vital d’un individu s’étend en moyenne sur une superficie de moins de 24 ha. Toutefois, les jeunes mâles non accouplés peuvent errer sur un territoire d’une superficie jusqu’à 346 ha.

### Migration
Le Tétras du Canada n’est pas en soi un oiseau migrateur. L’espèce occupe la même aire de répartition à longueur d'année. Toutefois, environ le quart de la population effectue une migration annuelle de faible distance qui ne modifie pas la répartition de l’espèce. Entre la mi-août et la fin décembre, certains individus, surtout les femelles, quittent le lieu de nidification pour rejoindre des aires d’hivernages situés jusqu’à une dizaine de kilomètres de distance. Ces migrateurs sont plus susceptibles de se rassembler en groupe à l’hiver comparés aux sédentaires qui ont tendance à adopter un comportement territorial pendant la saison froide.

### Répartition

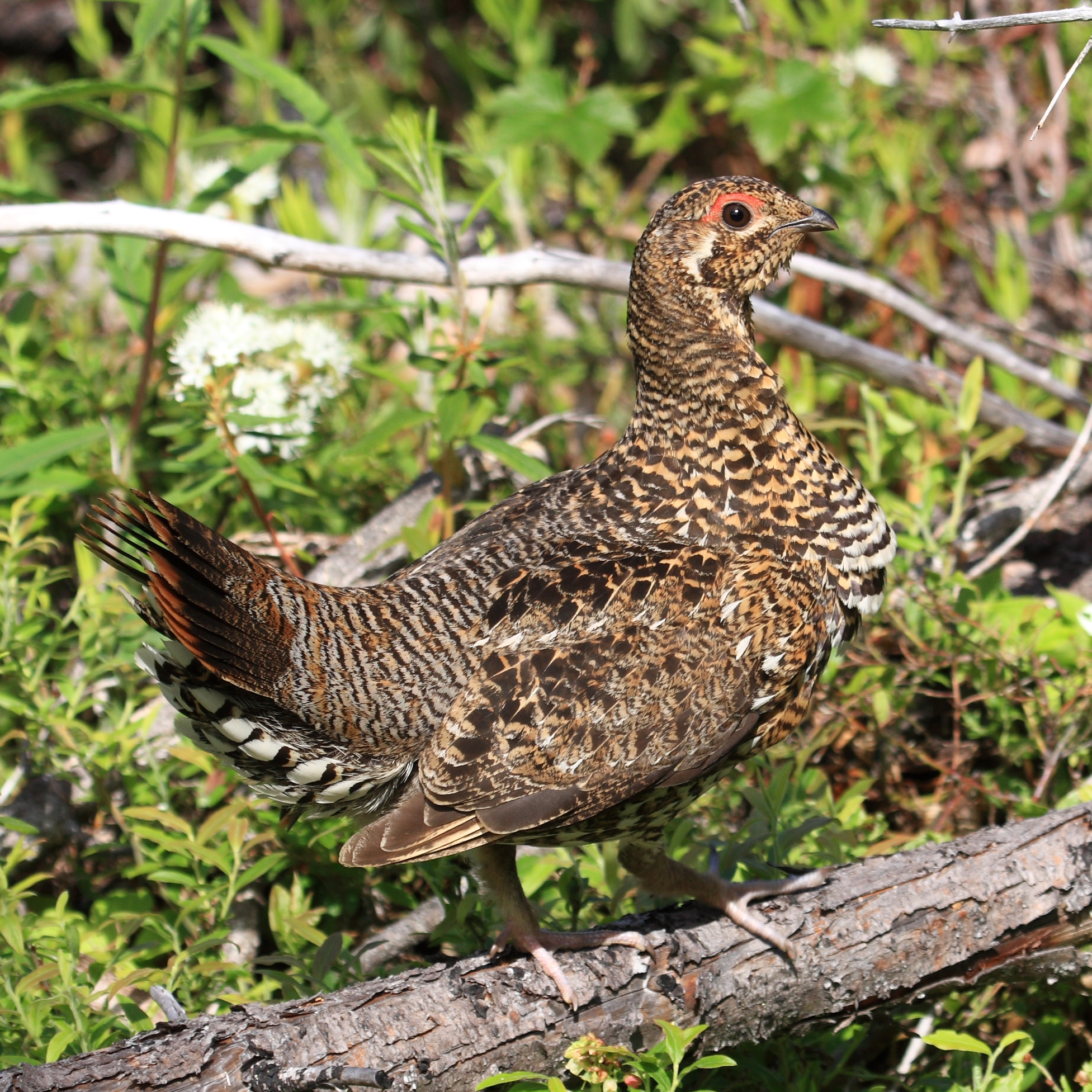
Parc national des Grands-Jardins, Québec, Canada.

Le Tétras du Canada se retrouve sur tout le territoire canadien, des Provinces de l'Atlantique à la Colombie-Britannique et le Yukon, débordant dans les états américains d’Alaska, Washington, Idaho, Minnesota, Michigan, et la Nouvelle-Angleterre. La limite nord de sa répartition correspond à la disparition des conifères, son habitat, dans l’écosystème toundrique. Le remplacement des conifères par les forêts feuillues et les prairies limite sa répartition au sud.
L’espèce a été introduite avec succès sur l’île de Terre-Neuve en 1964 et sur l’Île d'Anticosti en 1985.
Des restes de Tétras du Canada datant de la dernière glaciation du Pléistocène en Virginie montre que la répartition de cette espèce s’étendait plus au sud à cette époque

## Démographie et population

### Longévité
Quelques individus ont atteint l’âge de 13 ans.

### Population
La densité de population peut atteindre 83 oiseaux pour 100 ha.

### Prédation
Le Tétras du Canada, les œufs, les oisillons autant que les adultes, compte plusieurs prédateurs. Le Coyote, Le Renard roux, le Lynx du Canada et la Martre d'Amérique sont ses prédateurs terrestres. L’Autour des palombes et parfois aussi le Grand-duc d'Amérique ont été vus capturer ce tétras,,.

## Relation avec l’Homme, menaces sur l'espèce
Le Tétras du Canada, comme ses cousins européens, a besoin de peuplements de conifères importants pour survivre. La destruction de son habitat par des coupes à blanc, souvent pratiquées dans les forêts conifériennes, a un impact négatif sur la population de cet oiseau. Une partie de la population arrive à subsister dans les lisières de forêts restantes, mais en nombre plus restreint,,,.
La pression de chasse est une autre menace potentielle ou effective pour l'espèce, qui est un gibier localement réputé et chassée pour sa chair.
C'est en outre une des très nombreuses espèces d'oiseaux vulnérable au saturnisme animal